# テルシェイ郡
テルシェイ郡（テルシェイぐん、リトアニア語: Telšių apskritis）は、リトアニアにある10の郡のうちの一つ。リトアニアの西部に位置し、北はラトビアに接している。中心都市はテルシェイ、最大都市はマジェイケイ。

## 歴史
1918年にリトアニアが独立を宣言すると、郡制度が施行され、テルシェイ郡が設置された。リトアニアがソ連に編入されたのちに廃止された。
リトアニアが独立を回復すると、1994年に郡制度が再び施行されることとなった。しかし、戦間期の郡制度は現代には適合しなかったため、国全体を10に分ける郡制度が新たに導入された。
2004年、テルシェイ郡章が制定された。
2010年、郡の行政機能は国および各自治体に移行され、郡は行政機能を伴わない名目上の行政区画となった。

## 自治体
テルシェイ郡は、以下の4つの自治体によって構成される。
- マジェイケイ地区自治体（英語版）
- プルンゲ地区自治体（英語版）
- リエタヴァ基礎自治体（英語版）
- テルシェイ地区自治体（英語版）